# Pyractonema limbicollis
Pyractonema limbicollis là một loài bọ cánh cứng trong họ Đom đóm (Lampyridae). Loài này được Green miêu tả khoa học năm 1958.